# Aroup Chatterjee
Aroup Chatterjee (nascido em Calcutá) é o autor do livro "Madre Teresa: The Final Verdict", uma obra que questiona a visão geral de Madre Teresa de Calcutá como um símbolo de filantropia e abnegação.
Chatterjee é um médico que trabalha na Inglaterra. Nascido e criado em Calcutá ele morava na cidade durante o período de atividade de Madre Teresa. Ele acusou a missionária de  prejudicar injustamente a reputação da cidade. Em seu livro, Chatterjee afirma que Madre Teresa exagerou o trabalho que fazia entre os pobres, que ela não conseguiu utilizar a grande quantidade  de dinheiro doado a ela para ajudar os pobres e que o cuidado médico dado às pessoas nas casas mantidas pelas Missionárias da Caridade era grosseiramente inadequado.[carece de fontes?]
A crítica de Chatterjee inspirou um documentário chamado Anjo do Inferno, exibido na Channel 4, um canal de televisão do Reino Unido. O documentário foi escrito por um conhecido crítico de Madre Teresa, Christopher Hitchens, que o co-produziu com Tariq Ali. Chatterjee e Hitchens foram as testemunhas oficiais hostis para a Igreja Católica, nos procedimentos para a beatificação de Madre Teresa em 2003.

## Vida pessoal
Sua esposa  Zelpha Kittler, é uma psiquiatra. Eles têm duas filhas, Allegra e Ophelia, e um filho, Orion.[carece de fontes?]